# Campesinato

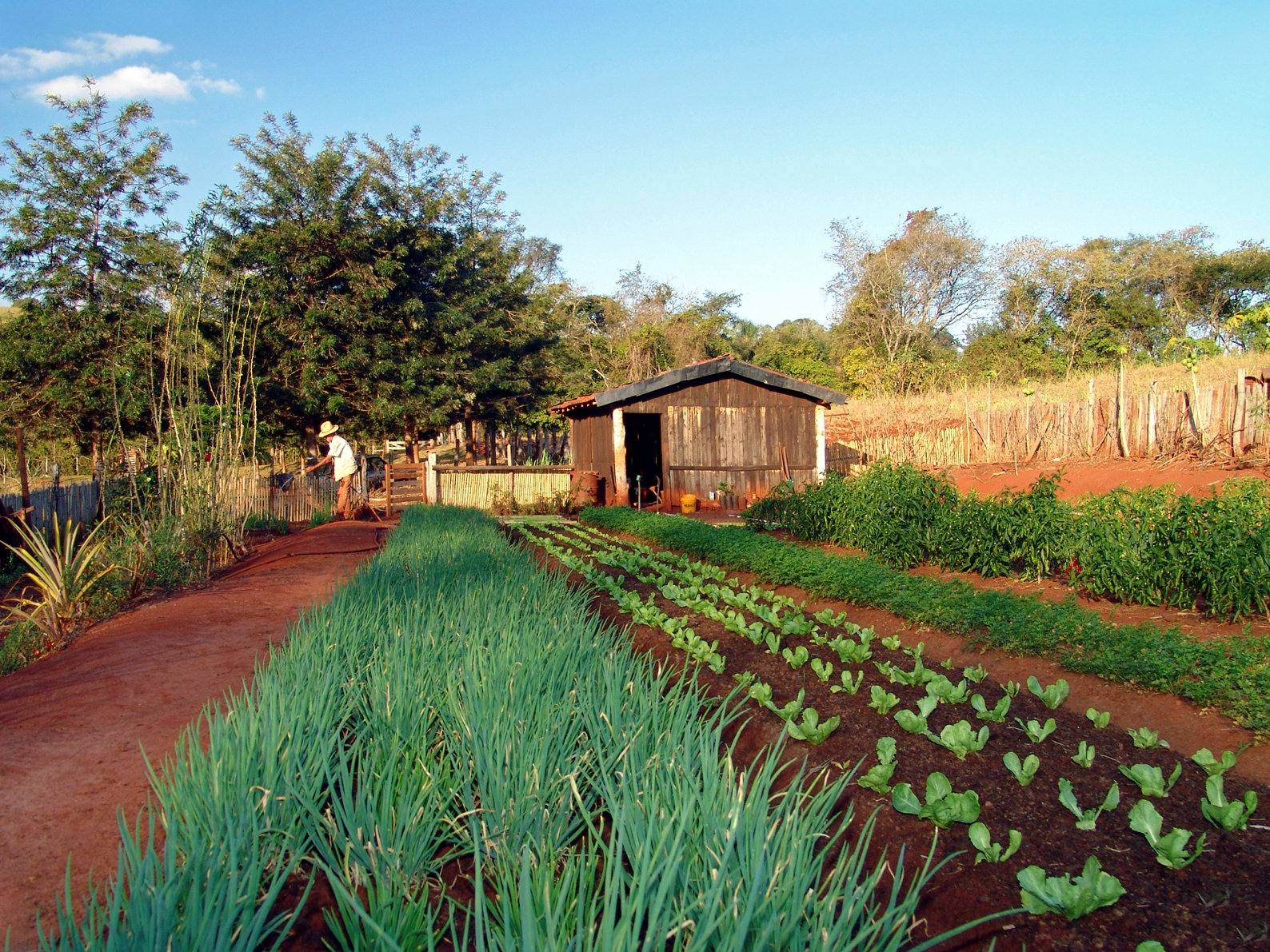
Camponês em pequena propriedade rural em Avaré, no interior de São Paulo.

Campesinato é o conjunto de grupos sociais de base familiar que se dedica a atividades agrícolas, com graus diversos de autonomia. Caracteriza-se pelo trabalho familiar (eventualmente empregando trabalhadores assalariados), por ter a propriedade dos instrumentos de trabalho, pela autonomia total ou parcial na gestão da atividade e por ser proprietário de uma parte ou da totalidade da produção. Muitas vezes o trabalho ocorre em economia de subsistência, com autonomia total ou parcial na gestão da propriedade rural.
Definido como uma forma social de produção, ao campesinato corresponde um modo de vida e uma cultura.

## História
Na Europa, durante a vigência do feudalismo, a maior parte do  campesinato era constituída pelos servos da gleba -  trabalhadores que, embora não fossem escravos, não podiam abandonar seus lotes de terra. Muitos deles descendiam de antigos colonos ou de escravos romanos  que, na época de Carlos Magno, igualaram-se na condição de servos. Outros servos originaram-se de pequenos proprietários de terra, que ainda eram relativamente numerosos até o século XI. Por causa das constantes ameaças de guerras e invasões, a maioria deles acabou entregando suas terras a um nobre feudal ou à Igreja em troca de proteção. Entre eles, alguns tornavam-se servos, enquanto outros, conhecidos como vilões, eram servos livres, que tinham o direito de deixar a terra mas também se submetiam a uma série de obrigações, especialmente o pagamento da talha e da corveia aos senhores feudais.

Jovens camponesas russas oferecem frutas aos visitantes do seu izba, 1909.

O campesinato foi perdendo espaço na Europa, a partir da introdução de relações de produção capitalistas no campo. Na Inglaterra, por exemplo, praticamente desapareceu. No Brasil, tem tido um papel importante nas regiões de expansão da fronteira agrícola, no Norte e no Centro-Oeste, enquanto que, nas regiões de ocupação agrícola consolidada e produção voltada à exportação, a maior parte do campesinato incorporou-se  ao proletariado rural, constituído por trabalhadores assalariados itinerantes - os chamados "boias frias".